# Hypocoela fasciata
Hypocoela fasciata är en fjärilsart som beskrevs av Claude Herbulot 1956. Hypocoela fasciata ingår i släktet Hypocoela och familjen mätare. Inga underarter finns listade i Catalogue of Life.